# バーフグ

バーフグ（ペルシア語: بافق、Bāfq）とは、イランの都市で、ヤズド州バーフグ郡の郡中心市に定められている。2012年の調査では人口34,549人。
バーフグはダラーンジール砂漠の南端に位置し、気候は乾燥している。ヤズド・ケルマーンを結ぶ街道はバーフグを通り、ヤズドからケルマーン、バンダレ・アッバース、マシュハドを行き交う鉄道はこの町で交差する。

## 歴史
初期イスラーム時代のバフシュについては不明確であり、イラン史上の大事件とも無縁だった。中世イスラーム世界の地理学者の著書では類似した名称の"Bāft"あるいは"Bāfd"という名の都市に言及されてはいるものの、この都市はケルマーン地方の都市と推定されている。バーフグに関する記述は、セルジューク朝の時代に入って確認される。

## 産業
バーフグはカナートと泉から水を供給し、これを利用している。主要産業は農業と織物であり、地下水を利用したティラピアの養殖が試みられている。
また、町の近郊にはいくつかの鉱床が存在し、鉱山では亜鉛、鉄鉱石が産出されている

## 建築物・観光地
- イマームザーデ・アブドゥッラー廟 - シーア派十二イマーム派第7代イマームのムーサー・カーズィムの子孫であるイマームザーデ・アブドゥッラーを祭った廟[7]
- アーブシャール公園[8]